# Garanti Koza Tournament of Champions 2013
Das Garanti Koza Tournament of Champions 2013 (auch als International Tournament of Champions bekannt) war ein Damen-Einladungsturnier, das als Einzelwettbewerb vom 29. Oktober bis 3. November 2013 in der Arena Armeec in Sofia in der Halle auf Hartplatz ausgetragen wurde. Das zur WTA Tour 2013 zählende Tennisturnier erlebte die fünfte Auflage und gastierte zum zweiten Mal in Sofia; bis 2011 wurde es in Bali auf Indonesien ausgespielt. Titelverteidigerin war Nadja Petrowa. Hauptsponsor des Turniers 2013 war die international tätige Baufirma Garanti Koza.

## Qualifikation

### Qualifizierungsmodus
Zu dem Turnier wurden acht Damen eingeladen, die folgende Voraussetzungen erfüllen mussten:
- Für die sechs bestplatzierten Spielerinnen der Weltrangliste (Stand: 21. Oktober 2013), die 2013 mindestens eines von 30 Turnieren der Kategorie International (Preisgeld: 235.000 US-Dollar) der WTA Tour gewinnen konnten und nicht bei den WTA Championships 2013 in Istanbul antreten durften, war die Teilnahme Pflicht.[1]
- Die Turnierleitung von Sofia durfte bis zum 10. Oktober 2013 zwei Wildcards an Spielerinnen vergeben, die 2013 an mindestens einem Turnier der WTA Tour der Kategorie International teilgenommen hatten und nicht in Istanbul spielen sollten (hätte eine der beiden Spielerinnen die Wildcard nicht akzeptiert, wäre das Startrecht auf die beiden Nächstplatzierten der Weltrangliste übergegangen). Am 19. September 2013 gab die Turnierleitung in Sofia bekannt, dass die beiden Wildcards für das Turnier 2013 an  Ana Ivanović – zweimalige Gewinnerin, 2010 und 2011 – sowie an Zwetana Pironkowa vergeben wurden.[2]
- Falls sich beide Spielerinnen, die als Reservistinnen in Istanbul nominiert waren, auch für Sofia qualifiziert hätten, stünde es ihnen frei, dort anzutreten, auch wenn sie in Istanbul bereits zum Einsatz gekommen wären.

### Qualifikationsrangliste
Endstand nach 30 Turnieren:
| 01  | Serena Williams1             | Vereinigte Staaten  | 12040 | Båstad                               |
| 04  | Agnieszka Radwańska1         | Polen               | 5890  | Auckland, Seoul                      |
| 05  | Li Na1                       | Volksrepublik China | 5120  | Shenzhen                             |
| 07  | Sara Errani1                 | Italien             | 4190  | Acapulco                             |
| 08  | Jelena Janković1             | Serbien             | 3860  | Bogotá                               |
| 09  | Angelique Kerber1            | Deutschland         | 3715  | Linz                                 |
| 010 | Caroline Wozniacki2          | Dänemark            | 3520  | Luxemburg                            |
| 013 | Roberta Vinci3               | Italien             | 3172  | Katowice, Palermo                    |
| 014 | Simona Halep                 | Rumänien            | 3085  | Nürnberg, ’s-Hertogenbosch, Budapest |
| 016 | Ana Ivanović                 | Serbien             | 2765  | Wildcard                             |
| 018 | Marija Kirilenko             | Russland            | 2640  | Pattaya                              |
| 019 | Samantha Stosur              | Australien          | 2580  | Ōsaka                                |
| 025 | Jelena Wesnina               | Russland            | 1960  | Hobart                               |
| 026 | Anastassija Pawljutschenkowa | Russland            | 1890  | Monterrey, Oeiras                    |
| 027 | Alizé Cornet                 | Frankreich          | 1790  | Straßburg                            |
| 029 | Lucie Šafářová               | Tschechien          | 1775  | Québec                               |
| 033 | Daniela Hantuchová           | Slowakei            | 1575  | Birmingham                           |
| 037 | Bojana Jovanovski            | Serbien             | 1485  | Taschkent                            |
| 038 | Magdaléna Rybáriková         | Slowakei            | 1450  | Washington                           |
| 040 | Elina Switolina4             | Ukraine             | 1280  | Baku                                 |
| 042 | Francesca Schiavone          | Italien             | 1250  | Marrakesch                           |
| 050 | Yvonne Meusburger            | Österreich          | 1160  | Bad Gastein                          |
| 052 | Marina Eraković              | Neuseeland          | 1150  | Memphis                              |
| 054 | Monica Niculescu             | Rumänien            | 1135  | Florianópolis                        |
| 061 | Zhang Shuai                  | Volksrepublik China | 0961  | Guangzhou                            |
| 063 | Karolína Plíšková            | Tschechien          | 0935  | Kuala Lumpur                         |
| 118 | Zwetana Pironkowa            | Bulgarien           | 0526  | Wildcard                             |

1 Serena Williams, Agnieszka Radwańska, Li Na, Sara Errani, Jelena Janković und Angelique Kerber waren für die WTA Championships 2013 in Istanbul qualifiziert und daher in Sofia nicht spielberechtigt.

2 Caroline Wozniacki war 2013 sowohl als Ersatzspielerin für Istanbul qualifiziert als auch als Teilnehmerin in Sofia. Sie entschied sich gegen eine Teilnahme in Sofia.

3 Auch Roberta Vinci war qualifiziert, entschied sich jedoch gegen eine Teilnahme in Sofia.

4 Elina Switolina ersetzte ab dem zweiten Gruppenspiel Marija Kirilenko, die im ersten Match verletzungsbedingt aufgeben musste und keine Partie mehr bestreiten konnte.
Die verschiedenen Hintergrundfarben bedeuten:
- Die Spielerinnen, deren Namen grau unterlegt sind, waren von dem Turnier befreit bzw. nahmen an den WTA Championships 2013 teil.
- Die sechs Spielerinnen, deren Namen grün unterlegt sind, waren für Sofia qualifiziert.
- Die beiden Spielerinnen, deren Namen gelb hinterlegt sind, erhielten vom Veranstalter eine Wildcard.

## Turnier

### Austragungsmodus
In der Rundenturnierphase (engl. Round Robin) spielen jeweils vier Spielerinnen in zwei Gruppen, jede gegen jede. Die beiden Bestplatzierten jeder Gruppe qualifizieren sich für das Halbfinale, das nach dem K.-o.-System ausgetragen wird. Die Siegerin einer Gruppe spielt gegen die Zweite der anderen Gruppe, die Siegerinnen der beiden Partien bestreiten das Endspiel.

### Nenn- und Setzliste
| Nr. | Spielerin        | Erreichte Runde |
| --- | ---------------- | --------------- |
| 01. | Simona Halep     | Sieg            |
| 02. | Ana Ivanović     | Halbfinale      |
| 03. | Marija Kirilenko | Gruppenphase    |
| 04. | Samantha Stosur  | Finale          |

| Nr. | Spielerin                    | Erreichte Runde |
| --- | ---------------------------- | --------------- |
| 05. | Jelena Wesnina               | Gruppenphase    |
| 06. | Anastassija Pawljutschenkowa | Halbfinale      |
| 07. | Alizé Cornet                 | Gruppenphase    |
| 08. | Zwetana Pironkowa            | Gruppenphase    |

### Halbfinale und Finale
|  | Halbfinale | Halbfinale                   | Halbfinale | Halbfinale | Halbfinale |  |  | Finale | Finale          | Finale | Finale | Finale |
|  |            |                              |            |            |            |  |  |        |                 |        |        |        |
|  |            |                              |            |            |            |  |  |        |                 |        |        |        |
|  | 1          | Simona Halep                 | 2          | 6          | 6          |  |  |        |                 |        |        |        |
|  | 4          | Ana Ivanović                 | 6          | 1          | 3          |  |  |        |                 |        |        |        |
|  |            |                              |            |            |            |  |  | 1      | Simona Halep    | 2      | 6      | 6      |
|  |            |                              |            |            |            |  |  | 2      | Samantha Stosur | 6      | 2      | 2      |
|  | 3          | Anastassija Pawljutschenkowa | 1          | 6          | 3          |  |  |        |                 |        |        |        |
|  | 2          | Samantha Stosur              | 6          | 1          | 6          |  |  |        |                 |        |        |        |
|  |            |                              |            |            |            |  |  |        |                 |        |        |        |

### Gruppe Serdika
|     |                              | Halep    | Kirilenko | Pawljutschenkowa | Cornet   | Switolina | Round Robin S-N | Sätze S-N | Spiele S-N | Pos. |
| 1   | Simona Halep                 |          | n. a.     | 6:3, 6:3         | 6:4, 6:4 | 6:1, 6:1  | 3:0             | 6:0       | 36:16      | 1    |
| 3   | Marija Kirilenko             | n.a.     |           | n.a.             | 0:5 A.   |           | 0:1             | 0:2       | 0:0        | –    |
| 6   | Anastassija Pawljutschenkowa | 3:6, 3:6 | n. a.     |                  | 6:2, 6:2 | 6:2, 6:4  | 2:1             | 4:2       | 30:22      | 2    |
| 7   | Alizé Cornet                 | 4:6, 4:6 | 5:0 A.    | 2:6, 2:6         |          |           | 1:2             | 2:4       | 12:24      | 3    |
| ALT | Elina Switolina              | 1:6, 1:6 |           | 2:6, 4:6         |          |           | 0:2             | 0:4       | 8:24       | 4    |

### Gruppe Sredets
|   |                   | Ivanović       | Stosur        | Wesnina        | Pironkowa     | Round Robin S-N | Sätze S-N | Spiele S-N | Pos. |
| 2 | Ana Ivanović      |                | 6:2, 5:7, 6:2 | 4:6, 6:3, 6:71 | 6:0, 6:2      | 2:1             | 5:3       | 45:29      | 2    |
| 4 | Samantha Stosur   | 2:6, 7:5, 2:6  |               | 6:3, 6:3       | 6:1, 6:4      | 2:1             | 5:2       | 35:28      | 1    |
| 5 | Jelena Wesnina    | 6:4, 3:6, 7:61 | 3:6, 3:6      |                | 6:2, 4:6, 6:0 | 2:1             | 4:4       | 38:36      | 3    |
| 8 | Zwetana Pironkowa | 0:6, 2:6       | 1:6, 4:6      | 2:6, 6:4, 0:6  |               | 0:3             | 1:6       | 15:40      | 4    |

### Preisgelder und Weltranglistenpunkte
| Spielerin                    | Punkte | Antrittsgeld | Erspieltes Preisgeld | Gesamtpreisgeld |
| ---------------------------- | ------ | ------------ | -------------------- | --------------- |
| Simona Halep                 | 255    | 35.000 $     | 110.000 $            | 145.000 $       |
| Samantha Stosur              | 220    | 35.000 $     | 95.000 $             | 130.000 $       |
| Ana Ivanović                 | 145    | 35.000 $     | 40.000 $             | 75.000 $        |
| Anastassija Pawljutschenkowa | 145    | 35.000 $     | 40.000 $             | 75.000 $        |
| Jelena Wesnina               | 145    | 35.000 $     | 30.000 $             | 65.000 $        |
| Alizé Cornet                 | 110    | 35.000 $     | 15.000 $             | 50.000 $        |
| Zwetana Pironkowa            | 75     | 35.000 $     | 0 $                  | 35.000 $        |
| Elina Switolina              | 50     | 7.500 $      | 0 $                  | 7.500 $         |
| Marija Kirilenko             | 25     | 35.000 $     | 0 $                  | 35.000 $        |